# New Basket Brindisi 2014-2015
Questa voce raccoglie le informazioni riguardanti la New Basket Brindisi nelle competizioni ufficiali della stagione 2014-2015.

## Stagione
La stagione 2014-2015 della New Basket Brindisi, sponsorizzata Enel, è la 4ª in Serie A. A seguito del quinto posto ottenuto nel campionato precedente, l'Enel fa il suo esordio in Europa disputando l'EuroChallenge, la terza competizione europea per club, dove giunge fino ai quarti di finale eliminata dal JSF Nanterre. Chiude la stagione regolare al 6º posto con 16V e 14P, 2280 punti fatti e 2231 subiti, partecipa per la 3ª volta ai Play-off scudetto e per la 3ª volta alle Final Eight di Coppa Italia.

## Roster
| Enel Brindisi 2014-15 | Enel Brindisi 2014-15 |
| Giocatori             | Staff tecnico         |
| --------------------- | --------------------- |

| N. | Naz.                                                   | Ruolo | Nome                | Anno | Alt.   | Peso   |  |
| -- | ------------------------------------------------------ | ----- | ------------------- | ---- | ------ | ------ |  |
| 0  | Stati Uniti (bandiera) · Georgia (bandiera)            | P     | Jacob Pullen        | 1989 | 182 cm | 85 kg  |  |
| 2  | Stati Uniti (bandiera)                                 | AP    | Demonte Harper      | 1989 | 193 cm | 88 kg  |  |
| 5  | Guyana (bandiera)                                      | AG    | Delroy James        | 1987 | 203 cm | 100 kg |  |
| 7  | Italia (bandiera)                                      | P     | Massimo Bulleri (C) | 1977 | 188 cm | 83 kg  |  |
| 8  | Italia (bandiera)                                      | PG    | David Cournooh      | 1990 | 187 cm | 83 kg  |  |
| 9  | Italia (bandiera)                                      | G     | Matteo De Gennaro   | 1997 | 188 cm | 84 kg  |  |
| 12 | Stati Uniti (bandiera)                                 | G     | Marcus Denmon       | 1990 | 191 cm | 84 kg  |  |
| 14 | Stati Uniti (bandiera) · Bulgaria (bandiera)           | C     | Cedric Simmons      | 1986 | 206 cm | 107 kg |  |
| 15 | Italia (bandiera)                                      | AP    | Francesco Morciano  | 1996 | 200 cm | 95 kg  |  |
| 19 | Italia (bandiera)                                      | AG    | Andrea Zerini       | 1988 | 205 cm | 110 kg |  |
| 22 | Stati Uniti (bandiera) · Giamaica (bandiera)           | P     | Sek Henry           | 1987 | 193 cm | 91 kg  |  |
| 31 | Stati Uniti (bandiera)                                 | AP    | Elston Turner       | 1990 | 195 cm | 96 kg  |  |
| 40 | Stati Uniti (bandiera) · Rep. Centrafricana (bandiera) | C     | James Mays          | 1986 | 206 cm | 104 kg |  |
| 44 | Bulgaria (bandiera)                                    | C     | Dejan Ivanov        | 1986 | 205 cm | 104 kg |  |
| 50 | Nigeria (bandiera)                                     | C     | Micheal Eric        | 1988 | 208 cm | 109 kg |  |
| -  | Italia (bandiera)                                      | G     | Giuseppe Altavilla  | 1997 | 186 cm |        |  |
| -  | Italia (bandiera)                                      | AP    | Lorenzo Calò        | 1997 | 190 cm |        |  |
| -  | Italia (bandiera)                                      | G     | Matteo De Giorgi    | 1996 | 186 cm |        |  |
| -  | Italia (bandiera)                                      | P     | Matteo Di Salvatore | 1996 | 182 cm |        |  |
| -  | Italia (bandiera)                                      | G     | Matteo Giarletti    | 1996 | 186 cm |        |  |
| -  | Italia (bandiera)                                      | P     | Gabriele Pacifico   | 1997 | 185 cm | 75 kg  |  |
| -  | Italia (bandiera)                                      |       | Ivan Protopapa      | 1996 |        |        |  |
| -  | Italia (bandiera)                                      | P     | Matteo Taveri       | 1997 | 184 cm |        |  |

| Allenatore                                                          |
| - Piero Bucchi                                                      |
| Assistente/i                                                        |
| - Marco Esposito - Daniele Michelutti Legenda - (C) Capitano Roster |

Budget complessivo = 4.086K € (Bilancio depositato presso la CCIAA di Brindisi)

## Mercato

### Sessione estiva
| Arrivi | Arrivi         | Arrivi          | Arrivi     |
| R      | Nome           | da              | Modalità   |
| ------ | -------------- | --------------- | ---------- |
| C      | James Mays     | Star Hotshots   | definitivo |
| G      | Marcus Denmon  | Tofaş Bursa     | definitivo |
| AP     | Elston Turner  | Élan Chalon     | definitivo |
| P      | Sek Henry      | AZS Koszalin    | definitivo |
| C      | Dejan Ivanov   | Estudiantes     | definitivo |
| AP     | Demonte Harper | Cmoki Minsk     | definitivo |
| PG     | David Cournooh | Mens Sana Siena | definitivo |

| Partenze | Partenze         | Partenze          | Partenze       |
| R        | Nome             | a                 | Modalità       |
| -------- | ---------------- | ----------------- | -------------- |
| P        | Jerome Dyson     | Dinamo Sassari    | fine contratto |
| AG       | Miroslav Todić   | Dinamo Sassari    | fine contratto |
| G        | Ron Lewis        | PMS Torino        | fine contratto |
| AP       | Folarin Campbell | R. Ludwigsburg    | fine contratto |
| AP       | Michael Snaer    | Ural Ekaterinburg | fine contratto |
| G        | Michael Umeh     | Scaligera Verona  | fine contratto |
| AP       | Matteo Formenti  | Dinamo Sassari    | fine contratto |
| AP       | Martin Jurtom    | Rakvere Tarvas    | fine contratto |
| C        | David Chiotti    |                   | ritirato       |

### Dopo l'inizio della stagione
| Acquisti | Acquisti       | Acquisti        | Acquisti         | Acquisti   |
| R.       | Nome           | da              | data             | Modalità   |
| -------- | -------------- | --------------- | ---------------- | ---------- |
| P        | Jacob Pullen   | Siviglia        | 15 novembre 2014 | definitivo |
| C        | Cedric Simmons | Olympiakos      | 11 novembre 2014 | definitivo |
| C        | Micheal Eric   | Panelefsiniakos | 19 dicembre 2014 | definitivo |

| Cessioni | Cessioni     | Cessioni    | Cessioni         | Cessioni    |
| R.       | Nome         | a           | data             | Modalità    |
| -------- | ------------ | ----------- | ---------------- | ----------- |
| P        | Sek Henry    | Orlandina   | 21 novembre 2014 | rescissione |
| AC       | Dejan Ivanov | Juvecaserta | 20 novembre 2014 | rescissione |

## Risultati

### Serie A

#### Regular season

##### Girone di andata
| Arbitri: | Alessandro Martolini (Roma) Dino Seghetti (Livorno) Denis Quarta (Torino) |

|                            |            |                                |
| Henry 13 Turner 13 Mays 12 | Punti      | Myles 15 Reddic 10 Williams 10 |
| Henry 4                    | Assist     |                                |
| Mays 11                    | Rimbalzi   |                                |
| Piero Bucchi               | Allenatori | Sandro Dell'Agnello            |

| Arbitri: | Gianluca Mattioli (Pesaro) Lorenzo Baldini (Firenze) Maurizio Biggi (Sarmato) |

|                             |            |                            |
| Young 16 Scott 13 Gaines 12 | Punti      | Mays 18 James 16 Turner 15 |
| Moore 5                     | Assist     | James, Mays 3              |
| Young 10                    | Rimbalzi   | Mays 12                    |
| Emanuele Molin              | Allenatori | Piero Bucchi               |

| Arbitri: | Carmelo Paternicò (Piazza Armerina) Alessandro Vicino (Bologna) Manuel Attard (Siracusa) |

|                              |            |                              |
| Logan 27 Dyson 18 Sanders 13 | Punti      | Denmon 20 James 17 Turner 14 |
| Dyson 6                      | Assist     | Turner, Henry 4              |
| Brooks 9                     | Rimbalzi   | James 10                     |
| Romeo Sacchetti              | Allenatori | Piero Bucchi                 |

| Arbitri: | Dino Seghetti (Livorno) Denny Borgioni (Roma) Carmelo Lo Guzzo (Catanzaro) |

|                               |            |                                |
| Harper 18 Denmon 18 Turner 12 | Punti      | Mitchell 22 Owens 19 Pascolo 8 |
| James 6                       | Assist     | Sanders 3                      |
| James 8                       | Rimbalzi   | Owens 9                        |
| Piero Bucchi                  | Allenatori | Maurizio Buscaglia             |

| Arbitri: | Manuel Mazzoni (Grosseto) Gabriele Bettini (Bologna) Dario Morelli (Brindisi) |

|                              |            |                              |
| Denmon 21 Turner 13 James 10 | Punti      | 15 Goss 14 Perić 13 Viggiano |
|                              | Assist     | 4 Goss                       |
| James 9                      | Rimbalzi   | 6 Ortner                     |
| Piero Bucchi                 | Allenatori | Carlo Recalcati              |

| Arbitri: | Saverio Lanzarini (Bologna) Mark Bartoli (Trieste) Massimiliano Filippini (Pisa) |

|                             |            |                              |
| Hayes 17 Bell 16 Campani 15 | Punti      | 30 Denmon 8 Ivanov 8 Bulleri |
| Vitali 6                    | Assist     |                              |
| Vitali 8                    | Rimbalzi   | 7 Harper                     |
| Cesare Pancotto             | Allenatori | Piero Bucchi                 |

| Arbitri: | Tolga Sahin (Messina) Denny Borgioni (Roma) Evangelista Caiazza (Arzano) |

|                                |            |                          |
| Denmon 16 Turner 16 Simmons 13 | Punti      | 21 Ray 17 White 10 Gaddy |
| Pullen 4                       | Assist     |                          |
| James 13                       | Rimbalzi   | 8 White                  |
| Piero Bucchi                   | Allenatori | Giorgio Valli            |

| Arbitri: | Alessandro Vicino (Bologna) Nicola Ranaudo (Roma) Denis Quarta (Torino) |

|                                            |            |                               |
| Feldeine 13 Shermandini 13 Johnson-Odom 11 | Punti      | James 21 Turner 15 Simmons 14 |
| Johnson-Odom 3                             | Assist     | Pullen 6                      |
| Shermadini 7                               | Rimbalzi   | James 13                      |
| Stefano Sacripanti                         | Allenatori | Piero Bucchi                  |

| Arbitri: | Enrico Sabetta (Termoli) Massimiliano Filippini (Pisa) Emanuele Aronne (Viterbo) |

|                              |            |                                   |
| James 15 Denmon 15 Pullen 14 | Punti      | Rautins 24 Callahan 12 Diawara 11 |
| Turner 4                     | Assist     | Rautins 5                         |
| Zerini 5                     | Rimbalzi   | Daniel 12                         |
| Piero Bucchi                 | Allenatori | Gianmarco Pozzecco                |

| Arbitri: | Saverio Lanzarini (Bologna) Maurizio Biggi (Sarmato) Gianluca Calbucci (Roma) |

|                                   |            |                             |
| Brown 21 Williams 15 Milbourne 11 | Punti      | Pullen 26 Denmon 24 Mays 13 |
| Hall 5                            | Assist     | Pullen 4                    |
| Johnson 12                        | Rimbalzi   | James 9                     |
| Paolo Moretti                     | Allenatori | Piero Bucchi                |

| Arbitri: | Gianluca Sardella (Rimini) Lorenzo Baldini (Firenze) Denis Quarta (Torino) |

|                            |            |                               |
| Mays 22 James 11 Pullen 10 | Punti      | Archie 27 Freeman 17 Henry 15 |
|                            | Assist     | Freeman 5                     |
| James 13                   | Rimbalzi   | Archie 10                     |
| Piero Bucchi               | Allenatori | Giulio Griccioli              |

| Arbitri: | Tolga Sahin (Messina) Massimiliano Filippini (Pisa) Manuel Attard (Siracusa) |

|                             |            |                    |
| Pullen 25 Mays 17 Denmon 10 | Punti      | 14 Gibson 11 Jones |
| Pullen, James 5             | Assist     | 3 D'Ercole         |
| James 15                    | Rimbalzi   | 9 De Zeeuw         |
| Piero Bucchi                | Allenatori | Luca Dalmonte      |

| Arbitri: | Gianluca Mattioli (Pesaro) Manuel Mazzoni (Grosseto) Denny Borgioni (Roma) |

|                              |            |                            |
| Harper 17 Gaines 15 Banks 13 | Punti      | 16 James 15 Denmon 15 Mays |
| Hanga 6                      | Assist     | 5 Pullen                   |
| Harper, Anosike 8            | Rimbalzi   | 10 James                   |
| Francesco Vitucci            | Allenatori | Piero Bucchi               |

| Arbitri: | Dino Seghetti (Livorno) Guido Federico Di Francesco (Teramo) Roberto Chiari (Treviso) |

|                                 |            |                             |
| Samuels 21 Brooks 13 Gentile 11 | Punti      | 15 Pullen 13 Turner 13 Mays |
| Gentile 8                       | Assist     | 4 Denmon, Pullen            |
| Melli 10                        | Rimbalzi   | 13 Mays                     |
| Luca Banchi                     | Allenatori | Piero Bucchi                |

| Arbitri: | Saverio Lanzarini (Bologna) Maurizio Biggi (Sarmato) Evangelista Caiazza (Arzano) |

|                             |            |                                 |
| Pullen 12 James 11 Denmon 8 | Punti      | 18 Siliņš 15 Diener 15 Polonara |
| Cournooh 3                  | Assist     | 8 Cinciarini                    |
| Bulleri, James, Mays 4      | Rimbalzi   | 8 Cervi                         |
| Piero Bucchi                | Allenatori | Massimiliano Menetti            |

##### Girone di ritorno
| Arbitri: | Roberto Begnis (Crema) Lorenzo Baldini (Firenze) Denis Quarta (Torino) |

|                             |            |                               |
| Ross 37 Wright 26 Lorant 12 | Punti      | Pullen 26 Denmon 26 Turner 18 |
| Wright, Raspino 3           | Assist     |                               |
| Ross 15                     | Rimbalzi   | Zerini 9                      |
| Riccardo Paolini            | Allenatori | Piero Bucchi                  |

| Arbitri: | Saverio Lanzarini (Bologna) Alessandro Vicino (Bologna) Emanuele Aronne (Viterbo) |

|                              |            |                                 |
| Harper 13 James 11 Denmon 11 | Punti      | 25 Ivanov 11 Scott 10 Domercant |
| James 3                      | Assist     |                                 |
| James 10                     | Rimbalzi   | 8 Ivanov                        |
| Piero Bucchi                 | Allenatori | Vincenzo Esposito               |

| Arbitri: | Alessandro Martolini (Roma) Fabrizio Paglialunga (Taranto) Denny Borgioni (Roma) |

|                             |            |                              |
| Mays 17 Pullen 16 Denmon 14 | Punti      | Sanders 20 Logan 13 Dyson 12 |
| James 5                     | Assist     | Dyson 8                      |
| Mays 18                     | Rimbalzi   | Lawal 7                      |
| Piero Bucchi                | Allenatori | Romeo Sacchetti              |

| Arbitri: | Saverio Lanzarini (Bologna) Alessandro Vicino (Bologna) Nicola Ranaudo (Roma) |

|                                 |            |                              |
| Mitchell 29 Pascolo 19 Owens 10 | Punti      | Turner 28 Pullen 20 James 13 |
| Sanders 8                       | Assist     | Pullen 4                     |
| Pascolo 8                       | Rimbalzi   | James 8                      |
| Maurizio Buscaglia              | Allenatori | Piero Bucchi                 |

| Arbitri: | Alessandro Martolini (Roma) Michele Rossi (Sansepolcro) Gianluca Calbucci (Roma) |

|                              |            |                             |
| Jackson 17 Perić 16 Stone 13 | Punti      | 20 Mays 18 Denmon 10 Pullen |
| Stone 7                      | Assist     | 3 Pullen, Turner            |
| Stone 7                      | Rimbalzi   | 12 Mays                     |
| Carlo Recalcati              | Allenatori | Piero Bucchi                |

| Arbitri: | Paolo Taurino (Modena) Gabriele Bettini (Bologna) Denny Borgioni (Roma) |

|                             |            |                                     |
| Denmon 26 Pullen 15 Mays 11 | Punti      | Hayes 19 Luca Vitali 16 Ferguson 12 |
| Pullen 4                    | Assist     |                                     |
| Mays 11                     | Rimbalzi   | Daniel 9                            |
| Piero Bucchi                | Allenatori | Cesare Pancotto                     |

| Arbitri: | Tolga Sahin (Messina) Dino Seghetti (Livorno) Carmelo Lo Guzzo (Catanzaro) |

|                               |            |                               |
| Ray 17 White 16 Fontecchio 11 | Punti      | Mays 16 Cournooh 16 Pullen 15 |
| Gaddy 6                       | Assist     | Denmon 3                      |
| White 9                       | Rimbalzi   | Mays 13                       |
| Giorgio Valli                 | Allenatori | Piero Bucchi                  |

| Arbitri: | Alessandro Martolini (Roma) Michele Rossi (Sansepolcro) Nicola Ranaudo (Roma) |

|                             |            |                                     |
| Mays 19 Pullen 16 Denmon 13 | Punti      | Johnson-Odom 19 Buva 19 Williams 12 |
| Denmon 4                    | Assist     | Johnson-Odom 4                      |
| James 15                    | Rimbalzi   | Buva 12                             |
| Piero Bucchi                | Allenatori | Stefano Sacripanti                  |

| Arbitri: | Roberto Begnis (Crema) Lorenzo Baldini (Firenze) Denny Borgioni (Roma) |

|                                |            |                             |
| Eyenga 27 Rautins 17 Kangur 14 | Punti      | 29 Denmon 23 Mays 14 Pullen |
| Maynor 13                      | Assist     | 5 James                     |
| Rautins 7                      | Rimbalzi   | 14 Mays                     |
| Attilio Caja                   | Allenatori | Piero Bucchi                |

| Arbitri: | Roberto Chiari (Treviso) Maurizio Biggi (Sarmato) Fabrizio Paglialunga (Taranto) |

|                             |            |                                     |
| Denmon 27 Mays 18 Pullen 16 | Punti      | 19 Williams 14 Milbourne 13 Amoroso |
| Pullen 8                    | Assist     | 7 Hall                              |
| Mays 13                     | Rimbalzi   | 8 Amoroso                           |
| Piero Bucchi                | Allenatori | Paolo Moretti                       |

| Arbitri: | Roberto Begnis (Crema) Lorenzo Baldini (Firenze) Nicola Ranaudo (Roma) |

|                            |            |                            |
| Henry 13 Hunt 12 Archie 10 | Punti      | 15 Mays 14 Denmon 14 James |
| Soragna 4                  | Assist     | 5 Pullen                   |
| Archie 10                  | Rimbalzi   | 10 Mays                    |
| Giulio Griccioli           | Allenatori | Piero Bucchi               |

| Arbitri: | Saverio Lanzarini (Bologna) Alessandro Vicino (Bologna) Denis Quarta (Torino) |

|                              |            |                           |
| Ebi 20 Stipčević 18 Curry 17 | Punti      | 17 Mays 12 James 8 Turner |
| Stipčević 8                  | Assist     |                           |
| Ejim 8                       | Rimbalzi   | 14 Mays                   |
| Luca Dalmonte                | Allenatori | Piero Bucchi              |

| Arbitri: | Roberto Begnis (Crema) Lorenzo Baldini (Firenze) Emanuele Aronne (Viterbo) |

|                             |            |                               |
| Denmon 26 Pullen 23 Mays 13 | Punti      | 18 Harper 13 Hanga 10 Anosike |
| Denmon 6                    | Assist     |                               |
| Mays 18                     | Rimbalzi   | 14 Anosike                    |
| Piero Bucchi                | Allenatori | Fabrizio Frates               |

| Arbitri: | Gianluca Mattioli (Pesaro) Gianluca Sardella (Rimini) Carmelo Lo Guzzo (Catanzaro) |

|                             |            |                                 |
| Mays 20 Pullen 17 Turner 13 | Punti      | 22 Gentile 19 Samuels 13 Brooks |
| Pullen 4                    | Assist     | 4 Gentile                       |
| Mays 9                      | Rimbalzi   | 7 Kleiza                        |
| Piero Bucchi                | Allenatori | Luca Banchi                     |

| Arbitri: | Roberto Chiari (Treviso) Maurizio Biggi (Sarmato) Evangelista Caiazza (Arzano) |

|                                   |            |                          |
| Diener 12 Kaukėnas 11 Polonara 11 | Punti      | 18 Eric 17 Pullen 7 Mays |
| Cinciarini 5                      | Assist     | 3 Pullen, Harper         |
| Chikoko 10                        | Rimbalzi   | 9 Mays                   |
| Massimiliano Menetti              | Allenatori | Piero Bucchi             |

#### Playoff

##### Quarti di Finale
| Arbitri: | Saverio Lanzarini (Bologna) Alessandro Vicino (Bologna) Denis Quarta (Torino) |

|                                            |            |                                |
| Lavrinovič 18 Della Valle 13 Cinciarini 11 | Punti      | 18 Cournooh 16 Pullen 12 James |
| Cinciarini 6                               | Assist     | 5 Pullen                       |
| Polonara, Lavrinovič 7                     | Rimbalzi   | 13 Mays                        |
| Massimiliano Menetti                       | Allenatori | Piero Bucchi                   |

| Arbitri: | Carmelo Paternicò (Piazza Armerina) Enrico Sabetta (Termoli) Fabrizio Paglialunga (Taranto) |

|                                        |            |                            |
| Polonara 24 Lavrinovič 19 Cinciarini 8 | Punti      | 14 Pullen 14 Mays 13 James |
| Cinciarini 5                           | Assist     | 3 Pullen                   |
| Polonara 9                             | Rimbalzi   | 8 James, Turner            |
| Massimiliano Menetti                   | Allenatori | Piero Bucchi               |

| Arbitri: | Manuel Mazzoni (Grosseto) Lorenzo Baldini (Firenze) Massimiliano Filippini (Pisa) |

|                             |            |                                       |
| Denmon 21 Mays 12 Turner 11 | Punti      | 15 Lavrinovič 15 Diener 8 Della Valle |
| James, Mays 8               | Rimbalzi   | 7 Polonara                            |
| Piero Bucchi                | Allenatori | Massimiliano Menetti                  |

| Arbitri: | Alessandro Martolini (Roma) Michele Rossi (Firenze) Fabrizio Paglialunga (Taranto) |

|                             |            |                                     |
| Zerini 12 Mays 12 Turner 11 | Punti      | 16 Kaukėnas 11 Lavrinovič 10 Diener |
| Pullen, Denmon 4            | Assist     | 4 Cinciarini                        |
| Mays 8                      | Rimbalzi   | 9 Polonara                          |
| Piero Bucchi                | Allenatori | Massimiliano Menetti                |

| Arbitri: | Paolo Taurino (Modena) Roberto Begnis (Crema) Gabriele Bettini (Bologna) |

|                                     |            |                           |
| Lavrinovič 15 Diener 11 Kaukėnas 10 | Punti      | 15 Pullen 13 Mays 9 James |
| Cinciarini 10                       | Assist     |                           |
| Polonara, Cinciarini 6              | Rimbalzi   | 10 Mays                   |
| Massimiliano Menetti                | Allenatori | Piero Bucchi              |

### EuroChallenge

#### Regular Season
| Arbitri: | Francisco Arana (Spagna) Mathieu Hosselet (Francia) Pedro Coelho (Portogallo) |

|                                 |            |                              |
| Johnson 23 Wessels 13 Slagter 9 | Punti      | 17 Turner 13 James 13 Denmon |
|                                 | Assist     | 4 Henry                      |
| Wessels 8                       | Rimbalzi   | 10 Ivanov                    |
| Sam Jones                       | Allenatori | Piero Bucchi                 |

| Arbitri: | Marko Vuckovic Paulo Marques Gellert Kapitany |

|                             |            |                               |
| James 21 Henry 17 Harper 17 | Punti      | 17 Jukić 12 Simpson 12 Bizaca |
| Denmon 6                    | Assist     | 3 Bizaca                      |
| Ivanov 10                   | Rimbalzi   | 4 Butorac                     |
| Piero Bucchi                | Allenatori | Vedran Bosnić                 |

| Arbitri: | Ognjen Jokic Marek Maliszewski Pedro Coelho |

|                               |            |                                |
| Leunen 12 Hess 12 Klobučar 11 | Punti      | 31 Denmon 11 Simmons 10 Harper |
| Günther 5                     | Assist     | 3 Harper                       |
| Clyburn 11                    | Rimbalzi   | 12 Simmons                     |
| Thorsten Leibenath            | Allenatori | Piero Bucchi                   |

| Arbitri: | Antonis Demetriou (Cipro) Tamas Benczur (Ungheria) Georgios Pousanidis (Grecia) |

|                             |            |                              |
| Denmon 20 Mays 14 Turner 12 | Punti      | 17 Denson 9 Curry 8 Akerboom |
| James 5                     | Assist     | Wessels 4                    |
| Simmons 8                   | Rimbalzi   | Wessels 9                    |
| Piero Bucchi                | Allenatori | Sam Jones                    |

| Arbitri: | Mathieu Hosselet (Francia) Christoph Rohacky (Austria) Sergei Beliakov (Russia) |

|                    |            |                              |
| Bizaca 15 Jukić 13 | Punti      | 21 Denmon 14 James 10 Pullen |
| Bizaca 4           | Assist     | 4 Cournooh                   |
| Bizaca 10          | Rimbalzi   | 10 Mays                      |
| Vedran Bosnić      | Allenatori | Piero Bucchi                 |

| Arbitri: | Francisco Arana (Spagna) Erez Gurion (Israele) Paul Walton (Inghilterra) |

|                             |            |                                    |
| Pullen 25 Mays 20 Turner 17 | Punti      | 17 Klobučar 16 Philmore 10 Savović |
| Pullen 5                    | Assist     | 4 Günther                          |
| Mays 9                      | Rimbalzi   | 5 Clyburn                          |
| Piero Bucchi                | Allenatori | Thorsten Leibenath                 |

##### Gruppo A
|    | Squadra                | P  | PG | V | P | PF  | PS  | Diff |
| -- | ---------------------- | -- | -- | - | - | --- | --- | ---- |
| 1. | Enel Brindisi          | 11 | 6  | 5 | 1 | 496 | 400 | +96  |
| 2. | SPM Shoeters Den Bosch | 9  | 6  | 3 | 3 | 498 | 499 | -1   |
| 3. | ratiopharm Ulm         | 9  | 6  | 3 | 3 | 477 | 467 | +10  |
| 4. | Södertälje Kings       | 7  | 6  | 1 | 5 | 441 | 546 | -105 |

- sconfitta 1 punto

|                        | SPM     | SÖD   | ULM   | BRI   |
| SPM Shoeters Den Bosch |         | 88-72 | 87-76 | 71-69 |
| Södertälje Kings       | 115-108 |       | 71-76 | 52-96 |
| ratiopharm Ulm         | 91-82   | 88-62 |       | 76-77 |
| Enel Brindisi          | 76-62   | 90-69 | 88-70 |       |

#### Last 16
| Arbitri: | Zoran Sutolovic Sergei Beliakov Rain Peerandi |

|                            |            |                                        |
| Denmon 19 Mays 15 James 13 | Punti      | 17 Caner-Medley 17 Brown 10 Mahalbašić |
| Denmon, Pullen 3           | Assist     | 3 Brown                                |
| Eric 10                    | Rimbalzi   | 12 Mahalbašić                          |
| Piero Bucchi               | Allenatori | Aleksandar Trifunovic                  |

| Arbitri: | Ademir Zurapovic Antonis Demetriou Luka Kardum |

|                               |            |                              |
| Clarke 22 Braun 17 Cummard 12 | Punti      | 20 James 15 Pullen 15 Denmon |
| Braun 4                       | Assist     | 5 Denmon                     |
| Lodwick 7                     | Rimbalzi   | 8 James                      |
| Brad Dean                     | Allenatori | Piero Bucchi                 |

| Arbitri: | Francisco Arana Nikolaos Somos Sebastien Clivaz |

|                              |            |                                       |
| James 22 Denmon 16 Turner 15 | Punti      | 23 Milošević 16 Watson 16 Glyniadakīs |
| Turner 5                     | Assist     | 6 Watson                              |
| Eric, James 7                | Rimbalzi   | 14 Milošević                          |
| Piero Bucchi                 | Allenatori | Antōnīs Kōnstantinidīs                |

| Arbitri: | Uros Obrknezevic Anastasios Manos Yener Yilmaz |

|                                     |            |                           |
| Johnson 21 Brown 20 Caner-Medley 19 | Punti      | 21 Pullen 12 Eric 12 Mays |
| Johnson 9                           | Assist     | 6 Pullen                  |
| Caner-Medley 11                     | Rimbalzi   | 8 James                   |
| Aleksandar Trifunovic               | Allenatori | Piero Bucchi              |

| Arbitri: | Zoran Sutulovic Bojan Jovanic Mehdi Difallah |

|                             |            |                                      |
| Pullen 25 Denmon 16 Mays 16 | Punti      | 13 Clarke 13 Johnson 12 John Lodwick |
| Denmon 6                    | Assist     | 5 Cummard                            |
| Mays 8                      | Rimbalzi   | 5 Johnson, Kesteloot                 |
| Piero Bucchi                | Allenatori | Brad Dean                            |

| Arbitri: | Ademir Zurapovic Wojciech Liszka Milan Nedovic |

|                                 |            |                             |
| Watson 17 Darby 15 Milosevic 10 | Punti      | 14 Pullen 14 Mays 12 Turner |
| Watson 5                        | Assist     | 4 Denmon, Turner            |
| Karpelesz 6                     | Rimbalzi   | Mays 8                      |
| Antōnīs Kōnstantinidīs          | Allenatori | Piero Bucchi                |

##### Gruppo I
|    | Squadra          | P  | PG | V | P | PF  | PS  | Diff |
| -- | ---------------- | -- | -- | - | - | --- | --- | ---- |
| 1. | Energia Rovinari | 10 | 6  | 4 | 2 | 501 | 498 | +3   |
| 2. | Enel Brindisi    | 9  | 6  | 3 | 3 | 485 | 445 | +40  |
| 3. | Astana           | 9  | 6  | 3 | 3 | 512 | 509 | +3   |
| 4. | Okapi Aalstar    | 8  | 6  | 2 | 4 | 475 | 521 | -46  |

- sconfitta 1 punto

|                  | AST    | BRI   | ROV    | OKA    |
| Astana           |        | 83-75 | 113-89 | 77-73  |
| Enel Brindisi    | 74-65  |       | 76-78  | 101-66 |
| Energia Rovinari | 90-89  | 67-78 |        | 93-60  |
| Okapi Aalstar    | 108-85 | 86-81 | 82-84  |        |

#### Last 8
| Arbitri: | Marko Vuckovic (Slovenia) Haydn Jones (Galles) Yener Yilmaz (Turchia) |

|                                |            |                               |
| Shuler 17 Riley 13 Campbell 13 | Punti      | 17 Denmon 10 Cournooh 8 James |
| Campbell 6                     | Assist     | 4 Denmon                      |
| Weems, Riley 8                 | Rimbalzi   | 9 James                       |
| Pascal Donnadieu               | Allenatori | Piero Bucchi                  |

| Arbitri: | Vilius Maciulaitis (Lituania) Janusz Calik (Polonia) Luka Kardum (Croazia) |

|                               |            |                               |
| Pullen 18 Turner 15 Harper 10 | Punti      | 27 Weems 15 Riley 13 Campbell |
| Pullen 5                      | Assist     | 7 Campbell                    |
| Mays 7                        | Rimbalzi   | 10 Riley                      |
| Piero Bucchi                  | Allenatori | Pascal Donnadieu              |

### Coppa Italia
| Arbitri: | Alessandro Martolini (Roma) Michele Rossi (Sansepolcro) Alessandro Vicino (Bologna) |

|                          |            |                                  |
| Goss 17 Ress 12 Perić 11 | Punti      | 27 Pullen 12 Turner 12 Denmon    |
| Stone, Goss, Jackson 3   | Assist     | 3 Pullen, Harper, Denmon, Turner |
| Ortner 5                 | Rimbalzi   | Mays 8                           |
| Carlo Recalcati          | Allenatori | Piero Bucchi                     |

| Arbitri: | Paolo Taurino (Modena) Gabriele Bettini (Bologna) Roberto Chiari (Treviso) |

|                                |            |                               |
| Brooks 14 Samuels 13 Moss 12   | Punti      | 17 Denmon 12 Pullen 10 Harper |
| Hackett 7                      | Assist     | 5 James                       |
| Kleiza, Melli, Moss, Samuels 5 | Rimbalzi   | 9 James                       |
| Luca Banchi                    | Allenatori | Piero Bucchi                  |

### Supercoppa
| Arbitri: | Gianluca Mattioli (Pesaro) Manuel Mazzoni (Grosseto) Luca Weidmann (Roma) |

|                                 |            |                            |
| Kleiza 17 Ragland 16 Samuels 12 | Punti      | 15 Denmon 14 James 12 Mays |
| Ragland, Hackett 5              | Assist     |                            |
| Gentile 8                       | Rimbalzi   | 16 Mays                    |
| Luca Banchi                     | Allenatori | Piero Bucchi               |

## Statistiche

### Statistiche di squadra
| Competizione      | Punti | In casa | In casa | In casa | In casa | In casa | In trasferta | In trasferta | In trasferta | In trasferta | In trasferta | Totale | Totale | Totale | Totale | Totale | Totale |
| Competizione      | Punti | G       | V       | P       | Ptf     | Pts     | G            | V            | P            | Ptf          | Pts          | G      | V      | P      | Ptf    | Pts    | Diff.  |
| ----------------- | ----- | ------- | ------- | ------- | ------- | ------- | ------------ | ------------ | ------------ | ------------ | ------------ | ------ | ------ | ------ | ------ | ------ | ------ |
| Serie A           | 36    | 17      | 11      | 6       | 1270    | 1198    | 18           | 7            | 11           | 1346         | 1399         | 35     | 18     | 17     | 2616   | 2597   | 19     |
| Coppa Italia 2015 | 2     | 0       | 0       | 0       | 0       | 0       | 2            | 1            | 1            | 145          | 146          | 2      | 1      | 1      | 145    | 146    | -1     |
| Supercoppa 2014   | 0     | 0       | 0       | 0       | 0       | 0       | 1            | 0            | 1            | 59           | 71           | 1      | 0      | 1      | 59     | 71     | -12    |
| EuroChallenge     | 16    | 7       | 5       | 2       | 577     | 487     | 7            | 3            | 4            | 544          | 515          | 14     | 8      | 6      | 1121   | 1002   | 119    |
| Totale            | 54    | 24      | 16      | 8       | 1847    | 1685    | 28           | 11           | 17           | 2094         | 2131         | 52     | 27     | 25     | 3941   | 3816   | 125    |

### Statistiche dei giocatori

#### In campionato
| Nome               | G  | Pun  | Min  | Falli | Falli | Tiri da 2 | Tiri da 2 | Tiri da 2 | Tiri da 3 | Tiri da 3 | Tiri da 3 | Tiri Liberi | Tiri Liberi | Tiri Liberi | Rimbalzi | Rimbalzi | Rimbalzi | Stop | Stop | Palle | Palle | Ass  | Val  | Media Punti | Media Val. |
| Nome               | G  | Pun  | Min  | C     | S     | R         | T         | %         | R         | T         | %         | R           | T           | %           | O        | D        | T        | D    | S    | P     | R     | Ass  | Val  | Media Punti | Media Val. |
| ------------------ | -- | ---- | ---- | ----- | ----- | --------- | --------- | --------- | --------- | --------- | --------- | ----------- | ----------- | ----------- | -------- | -------- | -------- | ---- | ---- | ----- | ----- | ---- | ---- | ----------- | ---------- |
| Marcus Denmon      | 34 | 488  | 1021 | 67    | 94    | 77        | 174       | 44.3      | 83        | 230       | 36.1      | 85          | 96          | 88.5        | 24       | 77       | 101      | 6    | 13   | 52    | 38    | 67   | 407  | 14.4        | 12.0       |
| Jacob Pullen       | 29 | 407  | 853  | 52    | 119   | 72        | 145       | 49,7      | 62        | 171       | 36.3      | 77          | 103         | 74.8        | 9        | 61       | 70       | 1    | 10   | 60    | 26    | 91   | 384  | 14.0        | 13.2       |
| James Mays         | 30 | 402  | 752  | 82    | 146   | 147       | 263       | 55,9      | 6         | 32        | 18,8      | 90          | 155         | 58,1        | 112      | 165      | 277      | 16   | 11   | 60    | 19    | 25   | 525  | 13.4        | 17.5       |
| Delroy James       | 35 | 348  | 1027 | 105   | 85    | 95        | 183       | 51,9      | 34        | 122       | 27.9      | 56          | 72          | 77.8        | 49       | 210      | 259      | 35   | 14   | 88    | 39    | 65   | 432  | 9.9         | 12.3       |
| Elston Turner      | 35 | 321  | 932  | 64    | 38    | 77        | 152       | 50.7      | 49        | 152       | 32.2      | 20          | 23          | 87.0        | 16       | 82       | 98       | 6    | 8    | 32    | 23    | 62   | 263  | 9.2         | 7.5        |
| Demonte Harper     | 32 | 152  | 562  | 71    | 45    | 49        | 99        | 49,5      | 10        | 52        | 19.2      | 24          | 32          | 75.0        | 25       | 54       | 79       | 4    | 4    | 56    | 27    | 28   | 104  | 4.7         | 3.2        |
| David Cournooh     | 34 | 100  | 446  | 59    | 33    | 17        | 46        | 37.0      | 16        | 56        | 28.6      | 18          | 25          | 72.0        | 14       | 36       | 50       | 3    | 2    | 24    | 8     | 25   | 58   | 2.9         | 1.7        |
| Andrea Zerini      | 34 | 98   | 542  | 86    | 17    | 21        | 35        | 60.0      | 16        | 51        | 31.4      | 8           | 17          | 47.1        | 26       | 55       | 81       | 14   | 2    | 23    | 15    | 18   | 74   | 2.9         | 2.2        |
| Micheal Eric       | 23 | 95   | 257  | 45    | 33    | 35        | 69        | 50.7      | 0         | 0         | 0.0       | 25          | 42          | 59.5        | 39       | 41       | 80       | 14   | 3    | 28    | 7     | 5    | 107  | 4.1         | 4.7        |
| Massimo Bulleri    | 32 | 91   | 311  | 65    | 31    | 14        | 32        | 43.8      | 16        | 51        | 31.4      | 15          | 20          | 75.0        | 8        | 26       | 34       | 1    | 5    | 20    | 12    | 14   | 35   | 2.8         | 1.1        |
| Sek Henry          | 6  | 37   | 122  | 8     | 6     | 13        | 25        | 52.0      | 3         | 9         | 33.3      | 2           | 2           | 100.0       | 5        | 11       | 16       | 1    | 2    | 7     | 8     | 12   | 45   | 6.2         | 7.5        |
| Cedric Simmons     | 4  | 35   | 76   | 9     | 6     | 16        | 23        | 69.6      | 0         | 0         | 0.0       | 3           | 7           | 42.9        | 5        | 19       | 24       | 6    | 0    | 7     | 4     | 2    | 50   | 8.7         | 12.5       |
| Dejan Ivanov       | 6  | 34   | 117  | 7     | 18    | 11        | 17        | 64.7      | 1         | 9         | 11.1      | 9           | 12          | 75.0        | 9        | 16       | 25       | 1    | 1    | 8     | 4     | 9    | 58   | 5.7         | 9.7        |
| Francesco Morciano | 1  | 3    | 2    | 0     | 0     | 0         | 0         | 0.0       | 1         | 1         | 100.0     | 0           | 0           | 0.0         | 0        | 2        | 2        | 0    | 0    | 0     | 0     | 0    | 5    | 3.0         | 5.0        |
| Matteo De Gennaro  | 1  | 3    | 2    | 0     | 0     | 0         | 0         | 0.0       | 1         | 1         | 100.0     | 0           | 0           | 0.0         | 0        | 0        | 0        | 0    | 0    | 0     | 0     | 0    | 3    | 3.0         | 3.0        |
| Gabriele Pacifico  | 2  | 2    | 2    | 0     | 0     | 1         | 2         | 50.0      | 0         | 0         | 0.0       | 0           | 0           | 0.0         | 0        | 0        | 0        | 0    | 0    | 0     | 0     | 0    | 1    | 1.0         | 0.5        |
| Giuseppe Altavilla | 1  | 0    | 1    | 0     | 0     | 0         | 0         | 00.0      | 0         | 0         | 0.0       | 0           | 0           | 0.0         | 0        | 0        | 0        | 0    | 0    | 0     | 0     | 1    | 1    | 0.0         | 1.0        |
| squadra            | 0  | 0    | 0    | 6     | 0     | 0         | 0         | 0.0       | 0         | 0         | 0.0       | 0           | 0           | 0.0         | 47       | 56       | 103      | 0    | 0    | 18    | 0     | 0    | 79   | 0           | 0          |
| TOTALI             | 35 | 2616 | 7025 | 726   | 671   | 645       | 1265      | 51.0      | 298       | 937       | 31.8      | 432         | 606         | 71.3        | 388      | 911      | 1299     | 108  | 75   | 483   | 230   | 424  | 2631 | 74.7        | 75.2       |
| Medie              | 0  | 0    | 0    | 20.7  | 19.2  | 18.4      | 36.1      | 51.0      | 8.5       | 26.8      | 31.8      | 12.3        | 17.3        | 71.3        | 11.1     | 26.0     | 37.1     | 3.1  | 2.1  | 13.8  | 6.6   | 12.1 |      |             |            |

#### In Eurochallenge
| Nome                | G  | Pun  | Min  | Falli | Falli | Tiri da 2 | Tiri da 2 | Tiri da 2 | Tiri da 3 | Tiri da 3 | Tiri da 3 | Tiri Liberi | Tiri Liberi | Tiri Liberi | Rimbalzi | Rimbalzi | Rimbalzi | Stop | Stop | Palle | Palle | Ass  | Val  | Media Punti | Media Val. |
| Nome                | G  | Pun  | Min  | C     | S     | R         | T         | %         | R         | T         | %         | R           | T           | %           | O        | D        | T        | D    | S    | P     | R     | Ass  | Val  | Media Punti | Media Val. |
| ------------------- | -- | ---- | ---- | ----- | ----- | --------- | --------- | --------- | --------- | --------- | --------- | ----------- | ----------- | ----------- | -------- | -------- | -------- | ---- | ---- | ----- | ----- | ---- | ---- | ----------- | ---------- |
| Marcus Denmon       | 13 | 193  | 384  | 20    | 34    | 33        | 62        | 53.2      | 33        | 87        | 37.9      | 28          | 29          | 96.6        | 8        | 28       | 36       | 2    | -    | 18    | 16    | 39   | 198  | 14.8        | 15.2       |
| Jacob Pullen        | 11 | 156  | 325  | 17    | 42    | 18        | 43        | 41,9      | 28        | 67        | 41.8      | 36          | 43          | 83.7        | 0        | 27       | 27       | 1    | -    | 33    | 8     | 41   | 154  | 14.2        | 14.0       |
| Delroy James        | 14 | 150  | 362  | 45    | 34    | 39        | 64        | 60,9      | 16        | 43        | 37.2      | 24          | 36          | 66,7        | 15       | 69       | 84       | 7    | -    | 16    | 17    | 22   | 189  | 10.7        | 13.5       |
| Elston Turner       | 14 | 147  | 361  | 26    | 23    | 37        | 69        | 53.6      | 19        | 67        | 28.4      | 16          | 18          | 88.9        | 5        | 27       | 32       | 1    | -    | 19    | 9     | 27   | 112  | 10.5        | 8.0        |
| James Mays          | 10 | 121  | 235  | 32    | 43    | 43        | 68        | 63,2      | 4         | 12        | 33,3      | 23          | 35          | 65,7        | 28       | 38       | 66       | 5    | -    | 13    | 8     | 3    | 156  | 12.1        | 15.6       |
| Demonte Harper      | 14 | 99   | 267  | 28    | 16    | 25        | 56        | 44,6      | 13        | 33        | 39.4      | 10          | 15          | 66.7        | 10       | 29       | 39       | 4    | -    | 17    | 11    | 21   | 89   | 7.1         | 6.4        |
| Micheal Eric        | 8  | 61   | 136  | 21    | 16    | 28        | 39        | 71.8      | 0         | 0         | 0.0       | 5           | 13          | 38.5        | 16       | 28       | 44       | 8    | -    | 8     | 4     | 1    | 86   | 7.6         | 10.7       |
| David Cournooh      | 14 | 46   | 185  | 23    | 24    | 10        | 23        | 43.5      | 4         | 20        | 20.0      | 14          | 17          | 82.4        | 5        | 18       | 23       | 1    | -    | 8     | 5     | 12   | 48   | 3.3         | 3.4        |
| Andrea Zerini       | 13 | 34   | 215  | 34    | 11    | 6         | 13        | 46.2      | 6         | 18        | 33.3      | 4           | 7           | 57.1        | 15       | 27       | 42       | 6    | -    | 7     | 8     | 10   | 48   | 2.6         | 3.7        |
| Massimo Bulleri     | 12 | 34   | 121  | 24    | 13    | 5         | 12        | 41.7      | 7         | 25        | 28.0      | 3           | 4           | 75.0        | 3        | 10       | 13       | 0    | -    | 11    | 2     | 7    | 8    | 2.8         | 0.7        |
| Dejan Ivanov        | 3  | 28   | 74   | 6     | 10    | 8         | 17        | 47.1      | 3         | 8         | 37.5      | 3           | 4           | 75.0        | 16       | 9        | 25       | 0    | -    | 5     | 1     | 5    | 43   | 9.3         | 14.3       |
| Sek Henry           | 3  | 28   | 78   | 8     | 7     | 11        | 15        | 73.3      | 2         | 6         | 33.3      | 0           | 2           | 0.0         | 5        | 3        | 8        | 3    | -    | 7     | 2     | 7    | 30   | 9.3         | 10.0       |
| Cedric Simmons      | 2  | 22   | 50   | 2     | 6     | 9         | 17        | 52,9      | 0         | 0         | 0.0       | 4           | 5           | 80.0        | 9        | 11       | 20       | 5    | -    | 2     | 1     | 0    | 41   | 11.0        | 20.5       |
| Francesco Morciano  | 2  | 2    | 4    | 0     | 0     | 1         | 3         | 33.3      | 0         | 0         | 0.0       | 0           | 0           | 0.0         | 0        | 2        | 2        | 0    | -    | 1     | 0     | 0    | 1    | 1           | 0.5        |
| Matteo Di Salvatore | 2  | 0    | 3    | 0     | 0     | 0         | 0         | 0.0       | 0         | 0         | 0.0       | 0           | 0           | 0.0         | 1        | 0        | 1        | 0    | -    | 0     | 0     | 0    | 1    | 0           | 0.5        |
| squadra             | 0  | 0    | 0    | 0     | 0     | 0         | 0         | 0.0       | 0         | 0         | 0.0       | 0           | 0           | 0.0         | 0        | 0        | 0        | 0    | 13   | 0     | 0     | 0    | -13  | 0           | 0          |
| TOTALI              | 14 | 1121 | 2800 | 286   | 279   | 273       | 501       | 54.5      | 135       | 386       | 35.0      | 170         | 228         | 74.6        | 136      | 326      | 462      | 43   | 13   | 165   | 92    | 195  | 1191 | 80.1        | 85.1       |
| Medie               | 0  | 0    | 0    | 20.4  | 19.9  | 19.5      | 35.8      | 54.5      | 9.6       | 27.6      | 35.0      | 12.1        | 16.3        | 74.6        | 9.7      | 23.3     | 33.0     | 3.1  | 0.9  | 11.8  | 6.6   | 13.9 |      |             |            |

#### In coppa Italia
| Nome            | G | Pun | Min | Falli | Falli | Tiri da 2 | Tiri da 2 | Tiri da 2 | Tiri da 3 | Tiri da 3 | Tiri da 3 | Tiri Liberi | Tiri Liberi | Tiri Liberi | Rimbalzi | Rimbalzi | Rimbalzi | Stop | Stop | Palle | Palle | Ass  | Val | Media Punti | Media Val. |
| Nome            | G | Pun | Min | C     | S     | R         | T         | %         | R         | T         | %         | R           | T           | %           | O        | D        | T        | D    | S    | P     | R     | Ass  | Val | Media Punti | Media Val. |
| --------------- | - | --- | --- | ----- | ----- | --------- | --------- | --------- | --------- | --------- | --------- | ----------- | ----------- | ----------- | -------- | -------- | -------- | ---- | ---- | ----- | ----- | ---- | --- | ----------- | ---------- |
| Marcus Denmon   | 2 | 29  | 56  | 7     | 5     | 6         | 12        | 50.0      | 5         | 13        | 38.5      | 2           | 3           | 66.6        | 3        | 4        | 7        | 0    | 2    | 3     | 1     | 3    | 18  | 14.5        | 9.0        |
| Jacob Pullen    | 2 | 39  | 57  | 3     | 8     | 6         | 12        | 50,0      | 8         | 16        | 50.0      | 3           | 3           | 100.0       | 0        | 6        | 6        | 0    | 1    | 7     | 1     | 4    | 33  | 19.5        | 16.5       |
| James Mays      | 2 | 12  | 43  | 7     | 5     | 5         | 10        | 50,0      | 0         | 1         | 0,0       | 2           | 4           | 50,0        | 4        | 9        | 13       | 2    | 0    | 5     | 1     | 1    | 14  | 6.0         | 7.0        |
| Delroy James    | 2 | 13  | 64  | 4     | 3     | 3         | 4         | 75,0      | 2         | 9         | 22.2      | 1           | 2           | 50.0        | 1        | 13       | 14       | 4    | 0    | 3     | 3     | 6    | 27  | 6.5         | 13.5       |
| Elston Turner   | 2 | 16  | 53  | 5     | 3     | 5         | 10        | 50.0      | 2         | 6         | 33.3      | 0           | 0           | 0.0         | 1        | 3        | 4        | 1    | 1    | 1     | 0     | 6    | 14  | 8.0         | 7.0        |
| Demonte Harper  | 2 | 14  | 39  | 5     | 2     | 3         | 8         | 37,5      | 2         | 6         | 33.3      | 2           | 2           | 100.0       | 1        | 8        | 9        | 0    | 1    | 3     | 4     | 3    | 14  | 7.0         | 7.0        |
| David Cournooh  | 2 | 0   | 10  | 3     | 1     | 0         | 2         | 0.0       | 0         | 0         | 0.0       | 0           | 0           | 0.0         | 0        | 3        | 3        | 1    | 1    | 0     | 1     | 2    | 2   | 0           | 1.0        |
| Andrea Zerini   | 2 | 4   | 29  | 5     | 1     | 2         | 3         | 66.6      | 0         | 1         | 0.0       | 0           | 1           | 0.0         | 5        | 3        | 8        | 0    | 1    | 0     | 0     | 1    | 5   | 2.0         | 2.5        |
| Micheal Eric    | 2 | 10  | 25  | 4     | 1     | 5         | 7         | 71.4      | 0         | 0         | 0.0       | 0           | 0           | 0.0         | 2        | 9        | 11       | 1    | 0    | 3     | 0     | 0    | 14  | 5.0         | 7.0        |
| Massimo Bulleri | 2 | 8   | 24  | 5     | 5     | 1         | 4         | 25.0      | 2         | 7         | 28.6      | 0           | 0           | 0.0         | 0        | 2        | 2        | 0    | 0    | 4     | 1     | 1    | 0   | 4.0         | 0          |
| squadra         | 0 | 0   | 0   | 1     | 0     | 0         | 0         | 0.0       | 0         | 0         | 0.0       | 0           | 0           | 0.0         | 3        | 6        | 9        | 0    | 0    | 2     | 0     | 0    | 6   | 0           | 0          |
| TOTALI          | 2 | 145 | 400 | 49    | 34    | 36        | 72        | 50.0      | 21        | 59        | 35.6      | 10          | 15          | 66.7        | 20       | 66       | 86       | 7    | 7    | 31    | 12    | 27   | 147 | 72.5        | 73.5       |
| Medie           | 0 | 0   | 0   | 24.5  | 17.0  | 18.0      | 36.0      | 50.0      | 10.5      | 29.5      | 35.6      | 5.0         | 7.5         | 66.7        | 10.0     | 33.0     | 43.0     | 3.5  | 3.5  | 15.5  | 6.0   | 13.5 |     |             |            |

#### In supercoppa
| Nome           | G | Pun | Min | Falli | Falli | Tiri da 2 | Tiri da 2 | Tiri da 2 | Tiri da 3 | Tiri da 3 | Tiri da 3 | Tiri Liberi | Tiri Liberi | Tiri Liberi | Rimbalzi | Rimbalzi | Rimbalzi | Stop | Stop | Palle | Palle | Ass | Val | Media Punti | Media Val. |
| Nome           | G | Pun | Min | C     | S     | R         | T         | %         | R         | T         | %         | R           | T           | %           | O        | D        | T        | D    | S    | P     | R     | Ass | Val | Media Punti | Media Val. |
| -------------- | - | --- | --- | ----- | ----- | --------- | --------- | --------- | --------- | --------- | --------- | ----------- | ----------- | ----------- | -------- | -------- | -------- | ---- | ---- | ----- | ----- | --- | --- | ----------- | ---------- |
| Marcus Denmon  | 1 | 15  | 36  | 3     | 4     | 4         | 8         | 50.0      | 1         | 5         | 20.0      | 4           | 4           | 100.0       | 0        | 1        | 1        | 0    | 0    | 1     | 2     | 2   | 12  | 15.0        | 12.0       |
| Delroy James   | 1 | 14  | 29  | 2     | 4     | 3         | 10        | 30,0      | 1         | 5         | 20.0      | 5           | 6           | 83.3        | 0        | 3        | 3        | 0    | 0    | 2     | 1     | 1   | 7   | 14.0        | 7.0        |
| James Mays     | 1 | 12  | 24  | 3     | 6     | 4         | 7         | 57,1      | 0         | 0         | 0,0       | 4           | 8           | 50,0        | 5        | 11       | 16       | 1    | 2    | 3     | 0     | 1   | 21  | 12.0        | 21.0       |
| Sek Henry      | 1 | 9   | 32  | 5     | 3     | 3         | 8         | 37.5      | 1         | 3         | 33.3      | 0           | 0           | 0.0         | 1        | 1        | 2        | 0    | 1    | 0     | 2     | 1   | 4   | 9.0         | 4.0        |
| David Cournooh | 1 | 5   | 31  | 0     | 2     | 1         | 1         | 100.0     | 0         | 2         | 0.0       | 3           | 4           | 75.0        | 0        | 0        | 0        | 0    | 0    | 1     | 2     | 1   | 6   | 5.0         | 6.0        |
| Demonte Harper | 1 | 3   | 18  | 5     | 2     | 0         | 0         | 0,0       | 1         | 2         | 50.0      | 0           | 2           | 0.0         | 1        | 1        | 2        | 0    | 0    | 1     | 0     | 2   | 0   | 3.0         | 0.0        |
| Dejan Ivanov   | 1 | 1   | 14  | 1     | 2     | 0         | 3         | 0.0       | 0         | 0         | 0.0       | 1           | 2           | 50.0        | 0        | 1        | 1        | 0    | 0    | 0     | 0     | 0   | -1  | 1.0         | -1.0       |
| Andrea Zerini  | 1 | 0   | 16  | 2     | 2     | 0         | 0         | 0.0       | 0         | 1         | 0.0       | 0           | 0           | 0.0         | 1        | 1        | 2        | 1    | 0    | 0     | 0     | 1   | 3   | 0.0         | 3.0        |
| squadra        | 0 | 0   | 0   | 0     | 0     | 0         | 0         | 0.0       | 0         | 0         | 0.0       | 0           | 0           | 0.0         | 3        | 0        | 3        | 0    | 0    | 1     | 0     | 0   | 2   | 0           | 0          |
| TOTALI         | 1 | 59  | 200 | 21    | 25    | 15        | 37        | 40.5      | 4         | 18        | 22.2      | 17          | 26          | 65.4        | 11       | 19       | 30       | 2    | 3    | 9     | 7     | 9   | 54  |             |            |